# Port lotniczy Petropawł
Port lotniczy Petropawł (IATA: PPK, ICAO: UACP) – port lotniczy 11 km na południe od Petropawł, w północnym Kazachstanie.

## Linie lotnicze i połączenia
| Linia Lotnicza  | Kierunek                             |
| --------------- | ------------------------------------ |
| FlyArystan      | 1. Ałmaty 2. Astana                  |
| IrAero          | Sezonowo: 1. Moskwa-Żukowskij        |
| Qazaq Air       | 1. Astana                            |
| SCAT Airlines   | 1. Ałmaty 2. Szymkent                |
| Sunday Airlines | Sezonowe czartery: 1. Szarm el-Szejk |
| UTair           | 1. Tiumeń                            |